# Erick Téllez
Erick Téllez (Managua, 28 novembre 1989) è un calciatore nicaraguense, difensore del Diriangén.

## Carriera

### Club
Ha sempre giocato nel campionato nicaraguense.

### Nazionale
Ha debuttato in Nazionale nel 2010, ha collezionato oltre 20 presenze e la convocazione per la Gold Cup del 2017.

## Statistiche

### Cronologia presenze e reti in nazionale
| Cronologia completa delle presenze e delle reti in nazionale ― Nicaragua | Cronologia completa delle presenze e delle reti in nazionale ― Nicaragua | Cronologia completa delle presenze e delle reti in nazionale ― Nicaragua | Cronologia completa delle presenze e delle reti in nazionale ― Nicaragua | Cronologia completa delle presenze e delle reti in nazionale ― Nicaragua | Cronologia completa delle presenze e delle reti in nazionale ― Nicaragua | Cronologia completa delle presenze e delle reti in nazionale ― Nicaragua | Cronologia completa delle presenze e delle reti in nazionale ― Nicaragua |
| Data                                                                     | Città                                                                    | In casa                                                                  | Risultato                                                                | Ospiti                                                                   | Competizione                                                             | Reti                                                                     | Note                                                                     |
| ------------------------------------------------------------------------ | ------------------------------------------------------------------------ | ------------------------------------------------------------------------ | ------------------------------------------------------------------------ | ------------------------------------------------------------------------ | ------------------------------------------------------------------------ | ------------------------------------------------------------------------ | ------------------------------------------------------------------------ |
| 5-9-2010                                                                 | Miami                                                                    | Guatemala                                                                | 5 – 0                                                                    | Nicaragua                                                                | Amichevole                                                               | -                                                                        | 45’                                                                      |
| 14-1-2011                                                                | Panama                                                                   | El Salvador                                                              | 2 – 0                                                                    | Nicaragua                                                                | Coppa Centroamericana 2011                                               | -                                                                        | 73’                                                                      |
| 17-1-2011                                                                | Panama                                                                   | Panama                                                                   | 2 – 0                                                                    | Nicaragua                                                                | Coppa Centroamericana 2011                                               | -                                                                        |                                                                          |
| 21-1-2011                                                                | Panama                                                                   | Nicaragua                                                                | 1 – 2                                                                    | Guatemala                                                                | Coppa Centroamericana 2011                                               | -                                                                        |                                                                          |
| 25-2-2012                                                                | Managua                                                                  | Nicaragua                                                                | 1 – 0                                                                    | Porto Rico                                                               | Amichevole                                                               | -                                                                        | 65’                                                                      |
| 26-2-2012                                                                | Managua                                                                  | Nicaragua                                                                | 4 – 1                                                                    | Porto Rico                                                               | Amichevole                                                               | -                                                                        | 20’ 45’                                                                  |
| 14-8-2014                                                                | Antigua Guatemala                                                        | Guatemala                                                                | 3 – 0                                                                    | Nicaragua                                                                | Amichevole                                                               | -                                                                        | 70’                                                                      |
| 3-9-2014                                                                 | Washington                                                               | Costa Rica                                                               | 3 – 0                                                                    | Nicaragua                                                                | Coppa centroamericana 2014                                               | -                                                                        |                                                                          |
| 11-9-2014                                                                | Houston                                                                  | Panama                                                                   | 2 – 0                                                                    | Nicaragua                                                                | Coppa centroamericana 2014                                               | -                                                                        | 74’                                                                      |
| 19-11-2014                                                               | Managua                                                                  | Nicaragua                                                                | 0 – 2                                                                    | El Salvador                                                              | Amichevole                                                               | -                                                                        | 5’                                                                       |
| 5-9-2015                                                                 | Kingston                                                                 | Giamaica                                                                 | 2 – 3                                                                    | Nicaragua                                                                | Qual. Mondiali 2018                                                      | -                                                                        | 81’                                                                      |
| 9-12-2015                                                                | Managua                                                                  | Nicaragua                                                                | 5 – 0                                                                    | Cuba                                                                     | Amichevole                                                               | -                                                                        |                                                                          |
| 11-12-2015                                                               | Estelí                                                                   | Nicaragua                                                                | 1 – 0                                                                    | Cuba                                                                     | Amichevole                                                               | -                                                                        | 45’                                                                      |
| 10-3-2016                                                                | Managua                                                                  | Nicaragua                                                                | 1 – 1                                                                    | El Salvador                                                              | Amichevole                                                               | -                                                                        | 87’                                                                      |
| 16-3-2016                                                                | Managua                                                                  | Nicaragua                                                                | 1 – 0                                                                    | Panama                                                                   | Amichevole                                                               | -                                                                        |                                                                          |
| 24-8-2016                                                                | San Pedro Sula                                                           | Honduras                                                                 | 1 – 0                                                                    | Nicaragua                                                                | Amichevole                                                               | -                                                                        |                                                                          |
| 28-12-2016                                                               | Managua                                                                  | Nicaragua                                                                | 2 – 1                                                                    | Trinidad e Tobago                                                        | Amichevole                                                               | -                                                                        | 90’                                                                      |
| 31-12-2016                                                               | Managua                                                                  | Nicaragua                                                                | 1 – 3                                                                    | Trinidad e Tobago                                                        | Amichevole                                                               | -                                                                        |                                                                          |
| 18-1-2017                                                                | Panama                                                                   | Costa Rica                                                               | 0 – 0                                                                    | Nicaragua                                                                | Coppa centroamericana 2017                                               | -                                                                        |                                                                          |
| 22-1-2017                                                                | Panama                                                                   | El Salvador                                                              | 1 – 0                                                                    | Nicaragua                                                                | Coppa centroamericana 2017                                               | -                                                                        | 85’                                                                      |
| 16-3-2017                                                                | San Pedro Sula                                                           | Honduras                                                                 | 2 – 0                                                                    | Nicaragua                                                                | Amichevole                                                               | -                                                                        | 45’                                                                      |
| 3-6-2017                                                                 | Managua                                                                  | Nicaragua                                                                | 0 – 1                                                                    | Bolivia                                                                  | Amichevole                                                               | -                                                                        | 45’                                                                      |
| 7-6-2017                                                                 | Yavuiba                                                                  | Bolivia                                                                  | 3 – 2                                                                    | Nicaragua                                                                | Amichevole                                                               | -                                                                        | 83’                                                                      |
| 18-6-2017                                                                | Willemstad                                                               | Curaçao                                                                  | 0 – 0                                                                    | Nicaragua                                                                | Amichevole                                                               | -                                                                        |                                                                          |
| 9-7-2017                                                                 | Nashville                                                                | Martinica                                                                | 2 – 0                                                                    | Nicaragua                                                                | Gold Cup 2017 - 1º turno                                                 | -                                                                        |                                                                          |
| 13-7-2017                                                                | Tampa                                                                    | Panama                                                                   | 2 – 1                                                                    | Nicaragua                                                                | Gold Cup 2017 - 1º turno                                                 | -                                                                        |                                                                          |
| 10-11-2022                                                               | Teheran                                                                  | Iran                                                                     | 1 – 0                                                                    | Nicaragua                                                                | Amichevole                                                               | -                                                                        | Cap.                                                                     |
| 17-11-2022                                                               | Managua                                                                  | Nicaragua                                                                | 1 – 0                                                                    | El Salvador                                                              | Amichevole                                                               | -                                                                        | Cap.                                                                     |
| 20-11-2022                                                               | Carson                                                                   | Guatemala                                                                | 3 – 1                                                                    | Nicaragua                                                                | Amichevole                                                               | -                                                                        | Cap.                                                                     |
| 25-3-2023                                                                | Managua                                                                  | Nicaragua                                                                | 4 – 1                                                                    | Saint Vincent e Grenadine                                                | CONCACAF Nations League 2022-2023 - 1º turno                             | -                                                                        |                                                                          |
| 28-3-2023                                                                | Bacolet                                                                  | Trinidad e Tobago                                                        | 1 – 1                                                                    | Nicaragua                                                                | CONCACAF Nations League 2022-2023 - 1º turno                             | -                                                                        |                                                                          |
| 15-6-2023                                                                | Montevideo                                                               | Uruguay                                                                  | 4 – 1                                                                    | Nicaragua                                                                | Amichevole                                                               | -                                                                        | 58’                                                                      |
| 18-6-2023                                                                | Asunción                                                                 | Paraguay                                                                 | 2 – 0                                                                    | Nicaragua                                                                | Amichevole                                                               | -                                                                        | 71’                                                                      |
| 9-9-2023                                                                 | San Cristóbal                                                            | Rep. Dominicana                                                          | 0 – 2                                                                    | Nicaragua                                                                | CONCACAF Nations League 2023-2024 - 1º turno                             | -                                                                        | 88’                                                                      |
| Totale                                                                   |                                                                          | Presenze                                                                 | 34                                                                       |                                                                          | Reti                                                                     | 0                                                                        |                                                                          |